# معاملة المثليين في كوينزلاند
يتمتع الاشخاص المثليون والمثليات ومزدوجو التوجه الجنسي والمتحولون جنسياً (اختصاراً: مجتمع الميم) في الولاية الأسترالية كوينزلاند بالحقوق القانونية ذاتها التي يتمتع بها غيرهم من المغايرين جنسيا. تقدمت حقوق المثليين في الولاية بشكل ملحوظ منذ أواخر القرن العشرين وما بعده، وذلك تمشيا مع التقدم المحرز في مجال حقوق المثليين في أستراليا على الصعيد الوطني. أصبح النشاط الجنسي المثلي قانونيا في الولاية منذ عام 1991. تمت المساواة في السن القانونية للنشاط الجنسي على 16 سنة في عام 2016. يعتبر التوجه الجنسي والهوية الجندرية سمات محمية بموجب كل القوانين المناهضة للتمييز في قوانين كوينزلاند والقوانين الفيدرالية الأسترالية الاتحادية. يمكن للأزواج المثليين الزواج بموجب القانون الفيدرالي أو للشركاء المثليين الدخول في شراكة مدنية بموجب قانون الولاية أو العيش معًا في علاقة بحكم الأمر الواقع غير مسجلة. يمكن للأزواج والشركاء المثليين أن يصبحوا والدين من خلال التبني، الحضانة المؤقتة، وتأجير الأرحام غير التجارب وبالنسبة للزوجات والشريكات المثليات، التلقيح الصناعي. تم تطبيق قوانين الحماية المناهضة للتمييز التي تمارسه الولاية ضد النشاط الجنسي والهوية الجندرية في عام 2002، وفي عام 2017، تم إلغاء الدفاع عند الذعر من المثليين عن القانون الجنائي. يستطيع المتحولون جنسياً وثنائيو الجنس في كوينزلاند تحديث سجلاتهم الحكومية وشهادة ميلادهم، مع إلغاء «الطلاق القسري» في عام 2018، مع مطالبة النشطاء بإلغاء شرط جراحة إعادة تحديد الجنس.
كانت حقوق المثليين استقطابا سياسيا - في فرع كوينزلاند من حزب العمال الأسترالي بدعم إلغاء تجريم المثلية الجنسية ودعم الحماية من التمييز في وقت مبكر من عام 1981، وأدخل إصلاحات قانونية مختلفة عندما كان الحزب في السلطة، في حين أن الحزب الوطني الليبرالي في ولاية كوينزلاند المحافظ اجتماعيا والحزب الوطني سابقا كانا تقليديا أكثر عدائية. كانت كوينزلاند من الناحية التاريخية أكثر ولاية محافظة في أستراليا، خاصة في المناطق اللامركزية الواقعة في الشمال والغرب من الركن الجنوبي الشرقي المتروبولي، ولكن تأثير المحافظة الاجتماعية على السياسة والقوانين في كوينزلاند قد انخفض تدريجيا. وتتركز أعلى نسبة للأزواج والشركاء المثليين في كوينزلاند في ضواحي مدينة بريسبان، مع كون نيو فارم، فورتيديود فالي وتينيريفي الضواحي ذات النسب الأعلى.
أصبح زواج المثليين قانونيا في الولاية منذ ديسمبر 2017، بعد المصادقة على قانون تعديل الزواج (التعريف والحريات الدينية) 2017 في البرلمان الأسترالي. تم الرد في الاستفتاء البريدي على قانون الزواج الأسترالي 2017، الذي أقيم لقياس الدعم العام لزواج المثليين في أستراليا، على استجابة «نعم» بنسبة 60.7% في كوينزلاند.

## قانونية النشاط الجنسي المثلي
ورثت كوينزلاند في البداية من الإمبراطورية البريطانية القوانين المجرمة للسدومية، وتم الاحتفاظ بها من عام 1895 حتى إلغائها في عام 1991، في حين كان النشاط الجنسي المثلي بين النساء قانونيًا دائمًا. تبلغ السن القانونية لجميع أشكال النشاط الجنسي في ولاية كوينزلاند 16 عامًا، حيث تم تخفيض السن القانونية للجنس الشرجي من 18 عامًا إلى 16 عامًا في عام 2016. كانت ولاية كوينزلاند آخر ولاية قضائية أسترالية تعادل السن القانونية للنشاط الجنسي. هناك مشروع قانون في الانتظار لإلغاء السجلات الجنائية للرجال المدانين بارتكاب أفعال جنسية مثلية.

### الاضطهاد التاريخي
كما هو الحال مع المستعمرات البريطانية السابقة الأخرى، استمدت كوينزلاند في الأصل قانونها الجنائي من المملكة المتحدة. وشمل ذلك حظر «الجنس من الدبر» و «الفحش الجسيم» بين الرجال. على غرار المملكة المتحدة، لم يتم تجريم الجنسي المثلي بين النساء أبدًا بموجب قانون الولاية. كشفت مراجعة لإدانات المثليين جنسياً في كوينزلاند بين عامي 1860 و 1954 أن القضاة يميلون إلى إصدار أحكام، رغم أنها ما زالت قاسية، إلا أنها كانت في النهاية تعتبر الأخف مقارنة بغيرها.
كان إصدار تقرير وولفندن في المملكة المتحدة عام 1957 بمثابة بداية لتغيير المواقف الرسمية في العالم الناطق باللغة الإنجليزية، مع توصيته بإلغاء تجريم المثلية الجنسية. تم تقنين النشاط الجنسي المثلي في إنجلترا وويلز في عام 1967.
بينما بدأت ولايات أخرى في أستراليا بإلغاء قوانينها المجرمة للمثلية الجنسية في السبعينيات والثمانينيات من القرن الماضي، كان كوينزلاند يحكمها الحزب الوطني المحافظ اجتماعيًا لرئيس وزراء كوينزلاند جوه بييلكه-بيترسن. استخدمت حكومته بنشاط خطاب كراهية المثليين من أجل ربح الأصوات الانتخابية، وربطها للمثلية بالاعتداء الجنسي على الأطفال وتقديمها كانحراف أخلاقي. في هذا الوقت كانت سياسة الحكومة معادية بشكل موحد. رفضت وزارة التعليم تقديم عمل تعليمي للرجال المثليين مثل جورج وير، وفي عام 1985 أقرت الحكومة تعديلاً على قانون الخمور مما يجعل من المخالفين تقديم الكحول إلى «المنحرفين والمعتدين على الأطفال ومتعاطي المخدرات» أو للسماح لهم بالبقاء في أماكن العمل المرخصة. قامت حكومة بييلكه-بيترسن باستخدام قانون الترخيص الجديد لرفض الخدمة للمثليين. على الرغم من أن المثلية الجنسية بين النساء لم يتم تجريمه بشكل مباشر، إلا أنه لا يزال من الممكن استهداف النساء من خلال قوانين «الانحراف المثلي» التي سمحت للشرطة بحبس رواد الأماكن التي يشتبه في كونها مكان التقاء للمثليات. شهدت السبعينيات أيضًا بداية حركة محلية لحقوق المثليين، حيث عُقدت اجتماعات في نادي 379 في شارع جورج وتم إنشاء فرع محلي لحملة الاضطهاد الأخلاقي في عام 1971.
تم تطبيق القوانين المعادية للمثلية الجنسية من قبل الشرطة طوال الثمانينيات، بما في ذلك ضد الرجال الذين كانوا على علاقة جنسية مثلية ولم يكونوا على علم بأن سلوكهم الخاص غير قانوني. السياسيون في الحزب الوطني في ذلك الوقت، مثل الوزير جيف مونتز والزعيم الفيدرالي إيان سينكلير، الذين جعلوا وجهات نظرهم المعادية للمثليين معروفة جيدًا، حيث ادعى الأخير أن فشل حزب العمال في إدانة المثلية الجنسية ساعد في الانتشار الحديث لفيروس نقص المناعة المكتسبة. في عام 1987، اقترح وزير العدل بول كلاوسون تمديد جرائم «الفحش الجسيم» لتشمل مثليات الجنس أيضًا، ولكن تم التخلي عن هذا لأن التنفيذ سيكون مستحيلًا.
كان الخوف من فيروس نقص المناعة البشرية والإيدز في أوجه في عقد 1980، مع لا يقل عن 45 اختبارات الإيدز إيجابية ووفاة 6 أشخاص في ولاية كوينزلاند قبل عام 1985. سعى وزير الصحة حينها برايان أوستن إلى تخفيف بعض قوانين الأخلاق في الولاية، مثل الحظر على آلات بيع الواقي الذكري، ولكن تم نقض ذلك من قبل مجلس الوزراء. بدلاً من ذلك، استخدمت حكومة بيلكه-بيترسن الخوف الناجم عن الإصابة بفيروس نقص المناعة البشرية/الإيدز من إمدادات الدم لزيادة مشاعر رهاب المثلية ومزيد شيطنة الأشخاص المثليين.
وقعت أول مظاهرة عامة كبرى لصالح إلغاء التجريم في 31 أغسطس 1989، عندما تظاهر عدة مئات من الأشخاص خارج مبنى البرلمان في بريسبان. اندلعت الاحتجاجات بعد اتهام خمسة رجال من مدينة «روما» في ولاية كوينزلاند بمجموعة متنوعة من الجرائم المثلية. في ذلك الوقت كانت العقوبة القصوى على «السدومية» سبع سنوات في السجن. تشير استطلاعات الرأي التي نشرتها ذي بوليتن خلال تلك الحقبة إلى أنه على الرغم من أن غالبية سكان كوينزلاند لا يدعمون المساواة في الحقوق للمثليين، إلا أنهم اعتقدوا أنه يجب إلغاء تجريم السلوك الجنسي المثلي الخاص بين البالغين المتوافقين. قبل تشريع المثلية الجنسية تمت إدانة حوالي 460 رجلاً بموجب القوانين المجرمة لها، مع قيام الشرطة باعتقالات حتى عام 1989.

### تقنين النشاط الجنسي المثلي بين الرجال
قام تحقيق فيتزجيرالد في أواخر الثمانينيات في ظل غياب بيلكه-بيترسن المؤقت، في أعقاب مزاعم بالفساد وسوء السلوك من قبل شرطة كوينزلاند. قام التحقيق في وقت لاحق بالتحقيق في نظام الحكم بأكمله. كانت إحدى توصياته أن تراجع لجنة العدالة الجنائية المنشأة حديثًا القوانين التي تحكم السلوك الجنسي الطوعي، بما في ذلك النشاط الجنسي المثلي.
كان هذا الاقتراح مشكلة في انتخابات عام 1989. حاول زعيم الحزب الوطني راسل كوبر، الذي تورط حزبه بشدة في الفساد من خلال تحقيق فيتزجيرالد، حشد الدعم المحافظ اجتماعياً باستخدام معارضة حزبه لتقنين النشاط الجنسي المثلي. خلال الحملة الانتخابية، ادعى أن فساد حزبه كان «قضية ثانوية» للقضايا الأخلاقية مثل الإجهاض والمثلية الجنسية، مضيفًا أن سياسة حزب العمال الذي كان آنذاك المتمثلة في إلغاء التجريم سوف ترسل «طوفان من المثليين يعبرون الحدود من الولايات الجنوبية». ونتيجة لذلك، تم السخرية من كوبر في الإعلانات الانتخابية لحزب العمال باعتباره رجعيا نسخة من بيلكه-بيترسن، ودمية في يد زعيم الحزب الوطني روبرت سباركس. خسر حزب كوبر الانتخابات لصالح حزب العمال.
بعد انتصارها، أجرت حكومة واين غوس الجديدة المراجعة المقترحة لتشريع المثلية الجنسية. أوصت تلك المراجعة بإزالة الجرائم المثلية من القانون الجنائي للولاية وأن يكون السن القانونية للنشاط الجنسي عن السلوك بالتراضي الخاص 16 عامًا لكل من السلوك الجنسي المثلي والسلوك الجنسي المغاير.
نفذت حكومة غوس إلى حد كبير التغييرات التي أدخلت على تعديل القانون الجنائي والقانون الآخر 1990، والذي أقره البرلمان في 28 نوفمبر 1990 وتلقى الموافقة الملكية في 7 ديسمبر 1990. عارض الحزب الوطني بشدة إلغاء التجريم في ذلك الوقت، لكنهم فشلوا في النهاية في منع ذلك. تم إعلان إلغاء الجرائم المثلية في 19 يناير 1991.

### المساواة في السن القانونية للنشاط الجنسي
فشل إلغاء تجريم المثلية الجنسية في كوينزلاند في عام 1991 في تطبيق المساواة في السن القانونية للنشاط الجنسي، على الرغم من كونه توصية الأغلبية في مراجعة لجنة العدالة الجنائية البرلمانية 1990 للمثلية الجنسية. وظلت السن القانونية للنشاط الجنسي الفموي والمهبلي في كوينزلاند على 16 عاما. على سبيل المقارنة، تم تحديد السن القانونية للنشاط الجنسي الشرجي على 18 عامًا، مع فرض المادة 208 من القانون الجنائي في كوينزلاند بالسجن لمدة تصل إلى 14 عامًا بسبب «السدومية» الذي تورط فيه شخص دون تلك السن، سواء أكان ذكرًا أم أنثى. عندما قامت حكومة وين غوس بإلغاء تجريم النشاط الجنسي المثلي بين الرجال في كوينزلاند، فقد فرضت سنًا قانونية أعلى للنشاط الجنسي على الجنس الشرجي باعتباره «استجابة سياسية براغماتية» لاعتراضات جماعات الضغط الدينية، التي كانت تعادل المثليى الجنسية إلى حد كبير مع الجنس الشرجي.
في عام 1996، غيرت حكومة روب بوربريدج الوطنية/الليبرالية المصطلحات الواردة في القسم 208 من «الجنس الشرجي» إلى «السدومية» وضاعفت العقوبات المطبقة. في أكتوبر/تشرين الأول 2008، رفع المدعي العام لحزب العمال كيري شاين العقوبة لمحاولة ممارسة اللواط دون سن 18 لتكون نفس العقوبة بالنسبة لارتكاب الفعل.
بحلول عام 2016، كانت كوينزلاند آخر ولاية أو إقليم في أستراليا دون تساوي في السن القانونية للنشاط الجنسي على جميع الأنشطة الجنسية. تجاهلت حكومات الولايات المتعاقبة الدعوات المتكررة للإصلاح منذ التسعينيات. حصل الإصلاح على دعم في أغسطس 2015، عندما أعلنت حكومة أناستاسيا بالاتتزوك أنها ستنظر في اقتراح لمساواة السن القانونية لجميع أشكال النشاط الجنسي. في 16 يونيو 2016، قدم وزير الصحة وخدمات الإسعاف، كاميرون ديك، إلى البرلمان "مشروع قانون تعديل التشريعات الصحية وغيرها من التشريعات 2016". من بين أمور أخرى، عدل التشريع القانون الجنائي للدولة لتوحيد السن القانونية لجميع أشكال النشاط الجنسي إلى 16 سنة واستبدال "المفارقة التاريخية، محملة بالقيمة" وإلغاء الوصمة على «السدومية» وتعويضها بمصطلح محايد "الجماع الشرجي". تمت مراجعة مشروع القانون من قبل لجنة الشؤون القانونية والسلامة المجتمعية، التي قدمت تقريرها إلى البرلمان في 1 سبتمبر 2016. أوصت اللجنة بتمرير مشروع القانون بالكامل من قبل البرلمان، ووجدت أن القانون الحالي "يميز بشكل خاص في الشباب الذين لهم انجذاب جنسي مثلي ويمكن أن يمنع قدرتهم على تلقي المشورة بشأن الصحة الجنسية، وأنه رفض "قبول الأقران والدعم المجتمعي" للشباب المثليين ومزدوجي التوجه الجنسي. أقر البرلمان مشروع القانون في 15 سبتمبر 2016. ودخل حيز التنفيذ بعد الموافقة الملكية في 23 سبتمبر 2016. وصوت سياسيو حزب العمال بالإجماع إضافة إلى سياسيين مستقلين لتمرير التغييرات، مع 28 من نواب الحزب الوطني الليبرالي في كوينزلاند المعارض. امتنع الأعضاء الباقون في الحزب الوطني الليبرالي في كوينزلاند عن التصويت، بينما كان سياسيو الحزب الأسترالي لكاتر هم الأصوات الوحيدة ضد التشريع.

### برنامج إلغاء الإدانات التاريخية
في عام 2012، أصدر مجلس الشيوخ الأسترالي اقتراحًا يوصي فيه بأن تسن جميع الولايات والأقاليم «تشريعات تلغي صراحة الإدانات التي فرضت على الأشخاص قبل إلغاء تجريم السلوك المثلي». منذ ذلك الوقت، أدخلت معظم الولايات القضائية الأسترالية برنامج لإلغاء مثل هذه الإدانات من سجل الأشخاص. عندما سُئل في عام 2014 ما إذا كانت كوينزلاند ستحذو حذوها، صرح النائب العام آنذاك جارود بليجي في البداية بأنه «لا توجد خطط» للقيام بذلك، قبل التأكيد لاحقًا على أنه سيكون لديه «فكر متفتح» لمراجعة القانون متابعة المناقشات مع خدمة مجتمع المثليين القانونية بالولاية.
لم يتم اتخاذ أي إجراء حتى انتخاب حكومة أنستاشيا بالاسزكوك عن حزب العمال، والتي أعلنت في يناير 2016 أنها قد أحالت إلى لجنة إصلاح القانون في كوينزلاند مسألة برنامج إلغاء الإدانات التاريخية المثلية بالتراضي. قدمت اللجنة تقارير إلى الحكومة في 31 أغسطس 2016 مع سلسلة من التوصيات. في 29 نوفمبر 2016، قدم النائب العام التقرير إلى البرلمان وأصدر مشروع قانون يهدف إلى السماح للرجال المدانين أو المتهمين بالإدانات المثلية التاريخية و «بعض جرائم الأخلاق العامة التاريخية» بالتقدم بطلب لإلغاء إداناتهم من السجل العام. تم تقديم مشروع القانون الجنائي (مشروع إلغاء الإدانات المثلية) 2017 إلى برلمان كوينزلاند في 11 مايو 2017. يسمح القانون للشخص الذي أدين بجريمة مؤهلة أو متهم بارتكابها للتقدم إلى المدير العام لوزارة العدل والمدعي العام لإلغاء إدانته أو تهمته. من أجل أن يكون مؤهلاً للإزالة، يجب أن يكون الفرد متهمًا بارتكاب جريمة تشمل طرفين لا يقل عمرهما عن 18 عامًا. نظرًا لخفض السن القانونية للنشاط الجنسي من 18 إلى 16 عام 2016، فإن هذا يعني أن الأفراد المتهمين بجريمة عندما كانوا في سن 16 أو 17 بين عامي 1991 و 2016 غير مؤهلين للتقدم بطلب الإلغاء. في خروج عن توصيات لجنة إصلاح القانون في كوينزلاند، يسمح التشريع أيضًا للمتهمين «بجرائم الأخلاق العامة» بالتقدم بطلب لإلغاء تلك الإدانات.
أحيل مشروع القانون إلى لجنة الشؤون القانونية والسلامة المجتمعية، التي قدمت تقريرها إلى البرلمان في 14 يوليو 2017. أوصت اللجنة بتمرير مشروع القانون، على الرغم من اعتراض أعضاء الحزب الوطني الليبرالي على إدراج إدانات «الأخلاق العامة» في التشريع. أقر البرلمان مشروع القانون في 10 أكتوبر 2017. تم إقرار التعديلات التي نقلها النائب العام والتي تسمح بإلغاء الجرائم في ظروف معينة إذا تم القيام في مكان عام. تلقى مشروع القانون الموافقة الملكية في 23 أكتوبر 2017.
دخل القانون واللوائح ذات الصلة حيز التنفيذ اعتبارًا من 30 يونيو 2018.

### الاعتذار البرلماني
رافق تقديم اقتراح خطة الإقصاء اعتذارًا رسميًا من رئيسة وزراء كوينزلاند أنستاشيا بالاسزكوك نيابة عن برلمان كوينزلاند للأشخاص المتهمين بموجب القوانين التاريخية المعادية للمثلية الجنسية. مر اقتراح الاعتذار دون اعتراض، على الرغم من أن زعيم المعارضة وزعيم الحزب الوطني الليبرالي تيم نيكولز لم يتحدث لصالح الاقتراح.

## الاعتراف القانوني بالعلاقات المثلية
تم الاعتراف بالمساكنة بين الشركاء المثليين كشركاء «بحكم الأمر الواقع» بموجب قانون كوينزلاند منذ عام 2002 وبموجب القانون الفيدرالي منذ عام 2008. تم تقديم الشراكات المدنية لأول مرة من قبل حزب العمال بقيادة آنا بليغ في عام 2012، للسماح للشركاء بتسجيل العلاقة مع خيار حفل رسمي. تم تصنيفهم مؤقتًا إلى «شراكات مسجلة» في ظل حكومة كامبل نيومان التي لم تدم طويلاً عن الحزب الوطني الليبرالي، قبل أن تعيدها حكومة أنستاشيا بالاسزوك عن حزب العمال في عام 2016

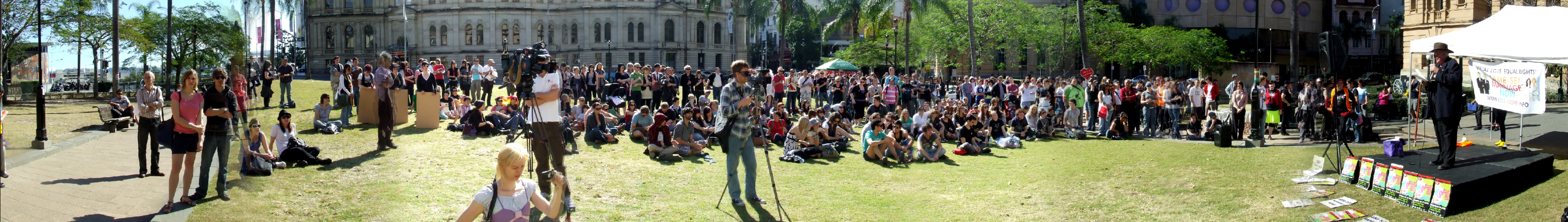
بانوراما تجمع عام 2009 لصالح زواج المثليين في كوينز جاردنز، بريسبان

### الاعتراف بالعلاقات بحكم الأمر الواقع
قدمت حكومة كوينزلاند لأول مرة اعترافًا محدودًا للشركاء المثليين في عام 1999، مع التركيز على ثلاثة مجالات من القانون - تقسيم الممتلكات، وأوامر حماية العنف المنزلي وإجازة العمل. شهد ديسمبر 2002 إصلاحًا أكثر شمولًا مع صدور قانون تعديل قانون التمييز لعام 2002. وأدى ذلك إلى الاعتراف بالشركاء المثليين في 45 تشريعًا من قوانين الولاية وعدّل تعريف «الشريك بحكم الأمر الواقع» في قانون تفسير القوانين لعام 1954 ليشمل الشركاء المثليين. يجب مراعاة عدد من العوامل في تحديد ما إذا كان الشريكان يعيشان معًا على «أساس منزلي حقيقي» وبالتالي الشركاء بحكم الأمر الواقع، بما في ذلك طبيعة ومدى إقامتهم المشتركة، وطول العلاقة والترتيبات المالية والملكية، وما إذا كان كانت العلاقة جنسية، ودرجة الالتزام المتبادل بحياة مشتركة والجوانب العامة للعلاقة، من بين اعتبارات أخرى. وهذا يعكس العوامل التي تم النظر فيها على المستوى الفيدرالي وفي الولايات والأقاليم الأخرى.
منذ تعديلات عام 2002، أصبح الشركاء المثليون معترفا بهم الآن في أكثر من 60 قانونا من تشريعات الولاية، بما في ذلك استحقاقات التقاعد، وتعويضات العمال، وتوزيع الممتلكات في حالة وجود أحكام انفصالية والإجازة الأبوية، والأسرة، والوفاة، وإجازة مقدم الرعاية، من بين أمور أخرى.
عزز كل من قانون تكافؤ الفرص في قانون العمل 1992 وقانون الخدمة العامة 2008 على تعزيز المساواة في فرص العمل في القطاع العام. علاوة على ذلك، إذا جاء شريكان مثليان أو شريكتان مثليتان إلى ولاية كوينزلاند من ولاية أخرى حيث تم الاعتراف بهم كشريكين، فإن كوينزلاند ستفعل الشيء نفسه.
قدمت سلسلة من التعديلات على تشريع فيدرالي في عام 2008 اعترافًا تامًا بالشركاء المثليين على المستوى الفيدرالي. وأدى ذلك إلى تناقض مع قوانين ولاية كوينزلاند، لا سيما فيما يتعلق بالأطفال. على سبيل المثال، يمكن أن يطلب القانون الفيدرالي من الوالد غير البيولوجي دفع نفقة الطفل على الرغم من أن قانون كوينزلاند قد لا يعترف بهذا الشخص كوالد. بدون الوصاية القانونية، قد لا تقبل الخدمات الصحية الوالد الآخر لإجازته للقيام بإجراءات للطفل. إذا مات الوالد البيولوجي، فلن يعتبر شريكه أقرب الأقرباء. تم علاج هذه القضايا عندما سمحت كوينزلاند بتبني المثليين للأطفال في عام 2016.

### الشراكات المدنية
سمحت كوينزلاند في البداية بالشراكات المدنية مع خيار الاحتفال الرسمي، المعروف باسم الاتحادات المدنية، للشركاء المغايرين والشركاء المثليين في فبراير 2012 في ظل حكومة آنا بليغ عن حزب العمال. التغييرات اللاحقة التي قامت بها حكومة نيومان عن الحزب الوطني الليبرالي خففت الشراكات المدنية، وقامت استبدالها بـمصطلح «علاقات مسجلة» وألغت على الاحتفالات الرسمية من يونيو 2012 فصاعدًا. في ديسمبر 2015، أعادت حكومة أنستاشيا بالاسكزوك عن حزب العمال الشراكات المدنية والاحتفالات الرسمية. التطورات التاريخية مفصلة أدناه.

#### حكومة بليغ
في يونيو 2008، أعلن المدعي العام لكوينزلاند كيري شاين أن حكومة كوينزلاند ستبدأ النظر في سجل علاقات للشركاء المثليين في النصف الثاني من عام 2008. أظهر استطلاع أجرته شركة غالاكسي في ديسمبر 2008 أن 60% من سكان كوينزلاند دعمت الاتحادات المدنية مع دعم 54% لزواج المثليين.
ومع ذلك، لم يتم إحراز أي تقدم بشأن هذه القضية حتى أواخر عام 2011. في 21 أكتوبر 2011، أعلن نائب رئيس مجلس الوزراء أندرو فرايزر أنه سيقدم مشروع قانون عضو خاص لتشربع الشراكات المدنية، مما يسمح بتسجيل العلاقات المثلية في كوينزلاند رسمياً. وسيسمح بخيار حفل رسمي. وعلى غرار الاعتراف الحالي للشركاء المثليين كشركاء بحكم الأمر الواقع، فإن الشراكات المدنية توفر معظم حقوق الزواج، باستثناء حقوق التبني. تعرض فريزر لانتقادات من قبل الحزب الوطني الليبيرالي المعارض آنذاك، الذي ادعى أن مشروعه كان «حيلة سياسية» تهدف إلى الفوز بتفضيلات حزب الخضر في ناخبيه في دائرة «جبل كوتها».
تم تقديم مشروع قانون الشراكات المدنية 2011 إلى البرلمان في 25 تشرين الأول 2011، وتم تمريره في القراءة الأولى في تصويت 46 صوتا لصالح مقابل 30 صوتا ضد (46-30). في 30 نوفمبر 2011، تم تمريره في قراءته الثانية والثالثة في تصويت 47 صوتا لصالح مقابل 40 صوتا ضد (47-40). حصل أعضاء حزب العمل الحاكم آنذاك على تصويت ضمير. وصوت أغلبهم لصالح، فيما عدا مايكل تشوي، جيف ويلسون، مارغريت كيتش وجو-آن ميلر. تم حرمان النواب عن الحزب الوطني الليبرالي من تصويت الضمير وصوتوا ككتلة ضده. وانضم إليهم معظم المعارضين، باستثناء بيتر ويلينغتون الذي صوت لصالح. صدر التشريع وأصبح قانونًا بعد تلقي الموافقة الملكية في 6 ديسمبر 2011. بدأ العمل بالقانون في 23 فبراير 2012، مما سمح للاحتفال بأول الاتحادات المدنية في مارس بعد فترة انتظار لمدة 10 أيام. إنظمت كوينزلاند بسبب التشريع إلى كل من تاسمانيا وفيكتوريا وإقليم العاصمة الأسترالية ونيوساوث ويلز، والتي قامت بتشريع قوانين مماثلة.
| الحزب                                    | صوت لصالح | صوت ضد |
| ---------------------------------------- | --------- | ------ |
| حزب العمال الأسترالي في كوينزلاند (50)   | 46        | 4      |
| الحزب الليبرالي الوطني في كوينزلاند (31) | 0         | 31     |
| حزب كاتر الأسترالي (2)                   | 0         | 2      |
| سياسيون مستقلون (4)                      | 1         | 3      |
| العدد الإجمالي                           | 47        | 40     |

#### حكومة نيومان
عقدت انتخابات الولاية لعام 2012 بعد فترة وجيزة من تقنين الشراكات المدنية، مع اختلاف النهج السياسية التي تقدمها الأحزاب. مع تأييد حزب العمال في كوينزلاند وحزب الخضر في كوينزلاند يؤيد الإبقاء عليها دون تغيير. اقترح حزب كاتر الأسترالي إلغاءًا كاملاً لقانون الشراكة المدنية، وانتُقد بسبب تصريحات معادية للمثليين يهاجم كامبل نيومان لدعمه الشخصي لزواج المثليين.
قبل تولي الحزب الوطني الليبرالي في كوينزلاند السلطة، صرح زعيم الحزب كامبل نيومان بأن إلغاء القوانين بعد أن دخل عديد الشركاء بحكم الأمر الواقع في شراكات مدنية سيخلق «وضعا غير مقبول»، ووعد بعدم فعل أي شيء. صرح لاحقًا أن الحزب سيلغي القانون.
في 12 يونيو 2012، أعلن رئيس الوزراء نيومان والنائب العام جارود بليجي أنه سيتم تعديل التشريع لإزالة الجوانب التي «تحاكي الزواج»، مثل خيار الاحتفال الرسمي، لتجنب الإساءة إلى الجماعات الدينية المحافظة.
في 22 يونيو 2012، تم إقرار مشروع قانون تعديل الشراكات المدنية والتشريعات الأخرى 2012 بأغلبية 69 صوتًا لصالح مقابل 8 أصوات ضد، حيث تم تعديل قانون الشراكات المدنية اعتبارًا من 27 يونيو 2012. صوت جميع أعضاء الحزب الليبرالي الوطني ككتلة لتعديل القانون. وقد عارض التعديل الأعضاء الستة عن حزب العمال في كوينزلاند والمستقل بيتر ويلينغتون. كما صوتت ليز كننغهام ضد مشروع القانون لأنها أرادت إلغاء القانون بالكامل، في حين امتنع عضوان عن حزب كاتر الأسترالي عن التصويت، وكانا يرغبان في الإلغاء التام للقانون.
بصرف النظر عن إعادة تسمية التشريع إلى «قانون العلاقات 2011»، شملت التغييرات الأخرى: تغيير المصطلحات إلى «علاقات مسجلة»؛ تعديل عملية إنهاء الشراكة، بحيث يتم تقديم طلب إلى مسجل المواليد والوفيات والزواج، بدلاً من طلب أمر من المحكمة المحلية، وبالتالي تقليل أوجه التشابه مع الحصول على الطلاق؛ وإلغاء خيار الاحتفالات التي تقرها الولاية.
| الحزب                                    | صوت لصالح | صوت ضد |
| ---------------------------------------- | --------- | ------ |
| الحزب الليبرالي الوطني في كوينزلاند (69) | 69        | 0      |
| حزب العمال الأسترالي في كوينزلاند (6)    | 0         | 6      |
| حزب كاتر الأسترالي (2)                   | 0         | 2      |
| سياسيون مستقلون (2)                      | 0         | 2      |
| العدد الإجمالي                           | 69        | 10     |

#### حكومة بالاسكزوك
بعد انتخابات كوينزلاند في يناير 2015، عاد حزب العمال إلى السلطة، وهزم الحزب الوطني الليبرالي واستطاع تشكيل حكومة أقلية. في مايو 2015، أعلنت حكومة العمال عن نيتها لإعادة الشراكات المدنية والاحتفالات الرسمية التي تقرها الولاية.
في سبتمبر 2015، قدمت الحكومة مشروع قانون تعديل العلاقات (الشراكات المدنية) وغيرها من القوانين 2015 إلى البرلمان. وفقًا للتشريع، يحق لأي شريكين المشاركة في حفل رسمي قبل تسجيل علاقاتهما. يعدل مشروع القانون أيضًا المصطلحات الأخرى المستخدمة في القانون الحالي بما في ذلك استبدال الإشارات من «العلاقة المسجلة» إلى «الشراكة المدنية». تلقى مشروع القانون تأييد اثنين من النواب غير المتحزبين الأربعة في البرلمان. في 17 سبتمبر 2015، أحيل مشروع القانون إلى لجنة الشؤون القانونية والسلامة المجتمعية، التي قدمت تقريراً إلى البرلمان في 17 نوفمبر 2015. في 23 نوفمبر 2015، أعلنت المعارضة المتمثلة في الحزب الوطني الليبرالي أنها ستقوم بتصويت ضمير على التشريع.
في 3 ديسمبر 2015، أقر البرلمان مشروع القانون في تصويت 64 صوتًا لصالح مقابل 22 صوتًا ضد (64-22). في 17 ديسمبر 2015، تم منح التشريع موافقة ملكية من قبل الحاكم، ليصبح قانون العلاقات (الشراكات المدنية) تعديل القوانين الأخرى 2015. دخل القانون حيز التنفيذ بعد عدد من الإجراءات الإدارية، مع استئناف الشراكات المدنية في الولاية في 2 أبريل 2016.
| الحزب                                    | صوت لصالح | صوت ضد |
| ---------------------------------------- | --------- | ------ |
| حزب العمال الأسترالي في كوينزلاند (43)   | 43        | 0      |
| الحزب الليبرالي الوطني في كوينزلاند (20) | 20        | 20     |
| حزب كاتر الأسترالي (2)                   | 0         | 2      |
| سياسيون مستقلون (1)                      | 1         | 0      |
| العدد الإجمالي                           | 64        | 22     |

### الاعتراف بالعلاقات المثلية التي تم عقدها في الولايات الأخرى وفي الخارج
تعترف كوينزلاند تلقائيًا بأنظمة تسجيل الاتحادات المدنية أو العلاقات في نيوساوث ويلز وفيكتوريا وتاسمانيا وأستراليا الجنوبية وإقليم العاصمة الأسترالية ويتم اعتبارها شراكة مدنية لأغراض قانون كوينزلاند. من 22 سبتمبر 2017، اكتسبت حالات زواج المثليين أو الاتحادات المدنية التي تم عقدها في الخارج اعترافًا بأنها شراكات مدنية، حيث تم الاعتراف بها مسبقًا كعلاقات بحكم الأمر الواقع بموجب قانون الولاية. مع بدء قانون تعديل الزواج (التعريف والحريات الدينية) 2017 في 9 ديسمبر 2017، يتم الاعتراف تلقائيًا بزواج المثليين في الخارج في جميع أنحاء أستراليا اعتبارًا من ذلك التاريخ فصاعدًا.

### زواج المثليين
أصبح زواج المثليين قانونياً في فيكتوريا، وفي بقية أستراليا، في ديسمبر 2017، بعد أن أقر البرلمان الفيدرالي قانونًا يجيز زواج المثليين. أول زوجان مثليان يتزوجان في الولاية هما كريغ بيرنز ولوك سوليفان بعد منتصف ليل 9 يناير 2018.

## التبني وتنظيم الأسرة

### التبني والرعاية البديلة
يحق للأفراد والشركاء والأزواج المثليين في كوينزلاند تبني الأطفال منذ 11 نوفمبر 2016. كانت ولاية كوينزلاند ثالث ولاية قضائية في أستراليا تسمح بتبني المثليين للأطفال في عام 2016. ومنذ أبريل 2018، أصبح تبني المثليين للأطفال قانونيا في جميع الولايات الأسترالية.

#### الموقف التاريخي
قبل عام 2016، كان للشركاء المثليين في كوينزلاند اعتراف محدود بموجب قانون الأبوة والامونة في كوينزلاند. لم يتمكنوا من تبني طفل بطريقة قانونية، لكن سُمح لهم بالرعلية البديلة.
اكتسبت قضية تبني المثليين للأطفال لأول مرة مكانة بارزة في عام 2007، عندما أصدرت لجنة حقوق الإنسان وتكافؤ الفرص تقريراً بعنوان «التحقيق الوطني في التمييز ضد الأشخاص في العلاقات المثلية» الذي أوصى بتعديل أو إنشاء قوانين تعترف بالعلاقة بين الطفل وكلا الوالدين المثليين. على وجه الخصوص، ينبغي لقوانين «تبني أحد الشريكين للطفل البيولوجي للشريك الآخر» أن تنظر بسهولة أكبر في التبني من قِبل شريكة مثلية أو شريك مثلي. «سيتطلب ذلك تعديلات لإلغاء الحظر المفروض على تبني أحد الشريكين للطفل البيولوجي للشريك الآخرفي جميع قوانين الولايات والأقاليم بخلاف قوانين أستراليا الغربية، وإقليم العاصمة الأسترالية وتاسمانيا.» وقد تم تقديم التقرير النهائي للتحقيق «نفس الجنس: نفس الاستحقاقات» في البرلمان في 21 يونيو 2007.
تم تنقيح قواعد تبني الولاية في أغسطس 2009 من خلال قانون التبني 2009 الذي سمح فقط للأزواج المغايرين الذين كانوا متزوجين أو الشركاء المغايرين في علاقة بحكم الأمر الواقع لمدة عامين بالتبني. يشترط القانون أن يكون المتقدمين لكل من التبني أوتبني أحد الشريكين للطفل البيولوجي للشريك الآخر متزوجين أو شركاء بحكم الأمر الواقع وأن «زوج الشخص ليس من نفس جنس الشخص» الذي قدم الطلب. على الرغم من التمييز، إلا أن قانون التبني استبعد تطبيق قانون مكافحة التمييز. ومكّن إصلاح رئيسي آباء الرعاية البديلة من تبني أطفالهم الحاضنين بسهولة أكبر، على الرغم من أن الآباء المثليين ظلوا مستبعدين من التبني. قالت النائبة المستقلة دوروثي برات قال: «يجب أن أقول أنني مسرورة جدا لم يكن هناك أي سماح في هذا القانون للشركاء المثليين لتبني طفل.» تم وصف موقف رئيس وزراء كوينزلاند آنا بليغ بأنه «مربك» من قبل مجلس كوينزلاند للحريات المدنية بعد أن ذكرت أن «كل شخص - بغض النظر عن حالته الجنسية أو الجندرية - يجب أن يُمنح امتيازات الأبوة» في سياق تأجير الأرحام، لكنها فشلت في تطبيق هذا المنطق على قوانين التبني. لم تنظر حكومة كامبل نيومان عن الحزب الليبيرالي الوطني في مسألة تبني المثليين قبل خسارتها للسلطة.

#### الإصلاحات الحكومية لحكومة بالاسكزوك
بعد عودة حزب العمال إلى السلطة في عام 2015، اقترحت وزيرة المجتمعات المحلية شانون فنتيمان أن استبعاد الشركاء المثليين من قوانين التبني في كوينزلاند لا يتماشى مع المعايير المعاصرة وقوانين معظم الولايات والأقاليم الأسترالية الأخرى. وأعلنت أن الحكومة تسعى للحصول على بيانات عامة حول القوانين كجزء من مراجعة مدتها خمس سنوات للتشريع. عُقدت مراجعة لقانون التبني في الولاية، مع إغلاق العروض في 11 مارس 2016. في 6 أغسطس 2016، أعلنت الحكومة أنها ستضع مشروع قانون في البرلمان في وقت لاحق من هذا الشهر لإزالة الحظر المفروض على تبني المثليين للأطفال، وكذلك التشريع للسماح للأشخاص العازبين والأزواج الذين يخضعون لعلاج الخصوبة بالتبني. وسيسمح مشروع القانون أيضًا بتقديم مزيد من المعلومات للذين يتبنون، ويسهل على الأشخاص العزاب التبني، وإزالة الجريمة والعقوبة عن انتهاكات أحكام «عدم الاتصال» للتبني قبل عام 1991. تم تقديم مشروع قانون التبني والتشريعات الأخرى 2016 إلى البرلمان في 14 سبتمبر 2016 من قِبل وزيرة المجتمعات المحلية، شانون فنتيمان. أُحيل التشريع على الفور إلى لجنة الصحة والمجتمعات المحلية وخدمات الإعاقة ومنع العنف العائلي، التي رفعت تقاريرها إلى البرلمان في 26 أكتوبر 2016. لم تتمكن اللجنة من التوصل إلى توصية، مع دعم نواب الحكومة التعديلات المقترحة وعدم دعم النائب غير الحكوميين للتعديلات. لذلك، لخصت اللجنة وجهات نظر أصحاب المصالح المتنوعة وشملت نظرة عامة حول استجابة دائرة المجتمعات المحلية وسلامة الطفل وخدمات الإعاقة للآراء المذكورة، مشيرة إلى أن القسم كان مؤيدًا إلى حد كبير للأحكام الواردة في مشروع القانون والتي تسمح للشركاء المثليين بالتبني، والأشخاص العزاب والأزواج الذين يخضعون لعلاج الخصوبة بالتبني.
عاد مشروع القانون إلى البرلمان ونوقش في الجمعية التشريعية في 2 نوفمبر. انقسم البرلمان على ست فقرات في مشروع القانون (جميعها وسعت معايير الأهلية للتبني للسماح للشركاء المثليين والأشخاص العازبين بللتبني)، مع 43 صوتًا لصالح و 43 معارضًا ضد (43-43). صوت جميع أعضاء حكومة العمال لصالح مشروع القانون وصوت جميع أعضاء المعارضة عن الحزب الليبيرالي الوطني. انضم روب باين، النائب المستقل عن حزب العمال، وبيلي غوردون إلى حزب العمال في دعم مشروع القانون، بينما صوت النائبان عن حزب كاتر الأسترالي ضد مشروع القانون. قام رئيس البرلمان (النائب المستقل بيتر ويلينغتون) بالإدلاء بالصوت الحاسم لصالح مشروع القانون، ما ضمن تمريره من قبل البرلمان. دخل التشريع حيز التنفيذ عند تلقيه الموافقة الملكية في 11 نوفمبر 2016، ليصبح قانون تعديل التبني والتشريعات الأخرى 2016.
| الحزب                                    | صوت لصالح | صوت ضد | غائب عن التصويت |
| ---------------------------------------- | --------- | ------ | --------------- |
| حزب العمال الأسترالي في كوينزلاند (42)   | 41        | 0      | 1               |
| الحزب الليبرالي الوطني في كوينزلاند (42) | 0         | 41     | 1               |
| سياسيون مستقلون (3)                      | 3         | 0      | 0               |
| حزب كاتر الأسترالي (2)                   | 0         | 2      | 0               |
| العدد الإجمالي                           | 44        | 43     | 2               |

### تقنيات التلقيح بالمساعدة
يُسمح للمرأة العاقمة اجتماعيا (المثليات) الحصول على تقنيات التلقيح بالمساعدة مثل التلقيح الصناعي في كوينزلاند. تنص المادة 21 من قانون وضع الأطفال 1978 على أنه عندما تلد امرأة بحكم الواقع أو امرأة متزوجة، أو امرأة تربطها علاقة مثلية، نتيجة استخدام التلقيح الصناعي دون موافقة الشريك، فإن مانح السائل المنوي المستخدم ليس له حقوق أو التزامات فيما يتعلق بالطفل المولود نتيجة لهذا الإجراء. ينطبق هذا الاستثناء من المسؤوليات والحقوق أيضًا على الرجل الذي يتبرع بالمني لامرأة عزباء. ويسمح القانون أيضًا بالاعتراف بالشريكة الفعلية للأم البيولوجية كأم قانونية مشاركة في جميع الظروف، شريطة أن يكون الطفل قد ولد من خلال استخدام إجراء الإخصاب بموافقة الشريكة بحكم الأمر الواقع للأم البيولوجية.
يسمح قانون كوينزلاند أيضًا لعيادات الخصوبة برفض تقديم خدمات المساعدة في تقنيات التلقيح بالمساعدة بناءً على حالة العلاقة أو النشاط الجنسي للباحثين عن هذه الخدمات.

### تأجير الأرحام
يحظر قانون الأبوة عبر تأجير الأرحام 1988، التي بدأت في 6 أكتوبر 1988، جميع أشكال تأجير الأرحام، رسمية وغير رسمية، تجارية وغير تجارية. جميع العقود البديلة كانت تعتبر باطلة والدخول في اتفاق (أو عرض القيام بذلك)، وكذلك منح أو تلقي الدفع محظور. يحظر أيضًا أي إعلان يتعلق بتأجير الأرحام. أصبح من المخالفات الجنائية لأي شخص يقيم عادةً في كوينزلاند الدخول في ترتيب لتأجير الأرحام في أي مكان في العالم.
في مايو 2008، تم تشكيل لجنة برلمانية لدراسة ما إذا كانت ستقوم بإلغاء تجريم تأجير الأرحام في كوينزلاند. تم استبعاد إلغاء تجريم تأجير الأرحام التجاري على الفور. أوصى تقرير برلماني بتشريع تأجير الأرحام فقط كملجأ أخير، ويجب أن يستوفي الناس العديد من المعايير، بما في ذلك العقم الطبي أو عدم القدرة على حمل طفل.
في أكتوبر/تشرين الأول 2009، أصدر النائب العام كاميرون ديك مشاريع قوانين للتشاور من أجل تجريم الأرحام غير التجاري ووضع شروط معينة صارمة، بما في ذلك إرضاء المحكمة التي خضعوا لها للاستشارات وتلقي مشورة قانونية مستقلة وإنشاء حاجة طبية أو اجتماعية لذلك. لن يقيد مشروع القانون من يمكنه الدخول في ترتيب تأجير الأرحام، مما يعني أن الشريكين، إما متزوجين أو بحكم الواقع (مثليون أو مغايرون) أو شخص عازب (ذكر أو أنثى) قد يكون الوالد المقصود أو الوالدين المقصودين في ترتيب تأجير الأرحام ومن ثم التقدم بطلب للحصول على ترتيب النسب. ستقوم الحكومة بتعديل القانون للاعتراف بالأمين كوالدتين. قاومت المعارضة عن الحزب الليبرالي الوطني تحركات حكومة حزب العمال من خلال تقديم مشروع قانون يستبعد الآباء العزاب والشركاء المثليين من أي قوانين بديلة جديدة. ووصف المدعي العام في كوينزلاند رد المعارضة بأنه «هجوم».
تم تقديم مشروع قانون حكومة العمال، الذي لا يقيد من يمكنه الدخول في ترتيب تأجير الأرحام، في نوفمبر/تشرين الثاني وتم تمريره في 11 فبراير / شباط 2010 في تصويت 45 صوتا لصالح مقابل 36 وعدم تصويت 7 (45-36-7). تم رفض مشروع قانون الأرحام الذي قدمته المعارضة، ولم تتم الموافقة عليه وعلى تعديلاته. يسمح إلغاء تجريم الأرحام غير التجاري للأفراد والشركاء والأزواج بالدخول في ترتيبات الأبوة وأن يصبحوا والد الطفل. لا يزال غير قانوني بالنسبة لسكان كوينزلاند الدخول في ترتيبات تأجير الأرحام التجارية في أي مكان في العالم. دخل القانون حيز التنفيذ في 1 يونيو 2010.
خلال الحملة الانتخابية لعام 2012، صرح رئيس الحزب الليبيرالي الوطني في كوينزلاند كامبل نيومان أن الحزب لن يغير قوانين تأجير الأرحام الجديدة إذا فاز بالحكومة. ومع ذلك، بعد أن وصل الحزب إلى الحكومة في عام 2012، أعلن النائب العام جارود بليجي في البرلمان أن الحزب الليبيرالي الوطني سيعدل تشريع ولاية كوينزلاند لاستبعاد الأفراد والشركاء المثليين والأفراد والشركاء المغايرين بحكم الأمر الواقع لأقل من عامين. زعم بليجي أن نيومان لم يتم «إطلاعه بالكامل» على برنامج سياسة الحزب الليبيرالي الوطني. صرح نيومان في وقت لاحق أن وعده قبل الانتخابات كان «خطأ» بالنظر إلى المخاوف السابقة التي أعرب عنها أعضاء الحزب الليبيرالي الوطني، وأنه كان يستمع إلى غالبية الأعضاء في حزبه. في وقت لاحق، أعرب المعتدلون في الحزب الليبيرالي الوطني عن قلقهم إزاء الاقتراح الخاص بإلغاء حقوق الأرحام، وتم بهدوء إلغاءه، مع وصف إعلان بليجي من قبل أحد زملاءه بأنه «مفاجأة دماغية».

## حقوق المتحولين جنسيا
تقع شهادات الميلاد ورخص القيادة ضمن الولاية القضائية للولايات، في حين أن الزواج وجوازات السفر أمران تحت الولاية القضائية الفيدرالية. تعترف كوينزلاند من الناحية القانونية بالتحول الجنسي للشخص، ولكنها تفرض متطلبات، على سبيل المثال فقط بعد خضوع الشخص لجراحة إعادة تحديد الجنس. يقوم النشطاء المتحولون جنسياً وثنائيو الجنس بحملة لإلغاء هذا لسنوات.

### رخص القيادة
منذ أكتوبر 2016، لم تعد كوينزلاند بموجب اللوائح تسجل الطول أو الجنس على رخصة قيادة الأفراد. استجابت جينا ماذر رئيسة جمعية دعم المتحولين جنسياً الأسترالية بأنه لم يتم استشارة منظمتها وأعربت عن اعتقادها أن معظم المتحولين جنسياً في كوينزلاند يفضلون في الواقع الاحتفاظ بخانة الجنس على رخص قيادتهم، لأنه كان وسيلة سهلة لإثباتهم. هويتهم.
قبل التغيير، كانت كوينزلاند هي الولاية الوحيدة التي تصدر رخص القيادة التي تحتوي على جنس الشخص. يتطلب تغييرها، بالإضافة إلى ملء نموذج وإثبات الهوية و/أو تغيير الاسم، خطاب رسمي من طبيب ممارس مسجل أو طبيب نفساني أو طبيب نفسي يؤكد أن الشخص "يخضع للعلاج على إعادة الجندر" - برنامج التعيين "ويجب اعتبار الجنس المعين.

### تغيير الاسم
إذا كان الشخص المتحول جنسياً يرغب في تغيير اسمه كجزء من عملية تحوله الجنسي، فعليه ذلك قبل السعي لتحديث شهادة الميلاد الخاصة به. لا تسمح ولاية كوينزلاند للأشخاص إلا بتغيير اسمهم إذا ولدوا/تم تبنيهم في كوينزلاند أو ولدوا في الخارج ولكنهم عاشوا في كوينزلاند لمدة لا تقل عن 12 شهرًا. يُسمح بتغيير الاسم كل اثني عشر شهرًا ولا يمكن إجراؤه لأغراض إجرامية، مثل الاحتيال.

### تحديث شهادة الميلاد
لكي يعترف قانون كوينزلاند بالهوية الجندرية للشخص وإصدار شهادة ميلاد محدّثة بجنسه المؤكد، يجب الوفاء بالمتطلبات التالية:
- تم تسجيل الولادة أو التبني في كوينزلاند
- يجب أن يكون الشخص قد غيّر اسمه بالفعل، كما يتضح من تغيير شهادة الاسم
- يجب أن يكون عمر الشخص 18 عامًا (إذا تطلب الأمر موافقة الطفل، والديه، وموافقة المحكمة)
- يجب أن يكون الشخص قد خضع لجراحة إعادة تحديد الجنس، كما تم التحقق من ذلك من خلال التصريحات القانونية لطبيبين

دعا النشطاء إلى تحرير أو إزالة العديد من المتطلبات الحالية، لتسهيل تغيير شهادات الميلاد الخاصة بهم.
قبل يونيو 2018، كان القانون يشترط على الأشخاص المتحولين جنسياً بعد الجراحة أن يطلقوا أزواجهم قبل أن يتم تغيير جنسهم رسميًا، وهو شرط تم انتقاده على وسائل التواصل الاجتماعي. كان هذا تراثًا للحظر الفيدرالي المفروض على زواج المثليين في أستراليا، والذي تم الغاءه في ديسمبر 2017. وانتقد النشطاء المتحولين جنسياً شرط إجراء جراحة إعادة تحديد الجنس على أساس أن هذا يستبعد الأشخاص الذين قد يكونون غير قادرين أو غير راغبين في الخضوع لعملية جراحية بالنظر إلى المخاطر الصحية المحتملة والتكاليف العالية التي تنطوي عليها.
في عام 2016، أشار متحدث باسم المدعي العام ييفات داث إلى أن حكومة بالاسكزوك تعمل من خلال مجالات أخرى من إصلاح القوانين المتعلقة بحقوق المثليين أولاً، مثل المساواة في السن القانونية للنشاط الجنسي، وإصلاح قوانين التبني، وإلغاء الدفاع عند الذعر من المثليين، وإلغاء الإدانات التاريخية، ولكنها ستدرس المزيد الإصلاحات بمجرد حل تلك القضايا. في 7 مارس 2018، تم تقديم مشروع قانون تعديل المواليد والوفيات والزواج 2018 إلى برلمان كوينزلاند لإلغاء شرط أن يكون الشخص «غير متزوج» حتى يتم تسجيل تغيير الجنس على شهادة الميلاد. لا يزال شرط جراحة إعادة تحديد الجنس قائما. أُحيل التشريع إلى لجنة الشؤون القانونية والسلامة المجتمعية، التي أصدرت تقريرها الذي أوصى فيه بتمرير مشروع القانون في 23 أبريل 2018. أقرت الجمعية التشريعية مشروع القانون في 13 يونيو 2018، وتلقى دعم حكومة العمال، المعارضة عن الحزب الليبرالي الوطني، نائب وحيد عن حزب الخضر ونائب مستقل. صوت النواب الثلاث عن حزب كاتر الأسترالي وعضو واحد في البرلمان عن حزب الأمة الوحيدة ضد مشروع القانون. تلقى مشروع القانون الموافقة الملكية في 18 يونيو 2018 وبدأ بالعمل في نفس اليوم.

## حقوق ثنائيي الجنس
في مارس 2017، شارك ممثلون عن مجموعة دعم متلازمة نقص الأندروجين في أستراليا ومنظمة ثنائيي الجنس الدولية الأسترالية شارك في «بيان دارلينغتون» التوافقي الأسترالي أوتياروا/النيوزيلندي من قبل منظمات المجتمع ثنائيي الجنس وغيرها. يدعو البيان إلى الإصلاح القانوني، بما في ذلك تجريم التدخلات الطبية التي يمكن تأجيلها للأطفال ثنائيي الجنس، وتحسين الوصول إلى دعم الأقران. وتدعو إلى وضع حد للتصنيف القانوني للجنس، وذكرت أن التصنيفات القانونية الثالثة، مثل التصنيفات الثنائية للجنس، كانت قائمة على العنف الهيكلي وفشلت في احترام التنوع و«حق تقرير المصير»

## الحماية من التمييز
كان قانون مكافحة التمييز 1991 يحمي في البداية الرجال المثليات والمثليين من التمييز على أساس «النشاط الجنسي المشروع». كان لهذا النهج عدد من أوجه القصور، مثل الحد من التوجه الجنسي إلى الأفعال الجنسية والحفاظ على «الصمت التشريعي» حول الأشخاص من مجتمع الميم.
في 29 تشرين الثاني/نوفمبر 2002، أقر برلمان كوينزلاند قانون تعديل قانون التمييز 2002 الذي أصلح مجموعة واسعة من المجالات في قانون مكافحة التمييز في كوينزلاند 1991 مثل الأزواج (سواء كانوا مثليين أو بحكم الأمر الواقع)، بما في ذلك الأشخاص المتحولين جنسياً («الهوية الجندرية») و «النشاط الجنسي» في الحماية بموجب التشريعات الحالية المناهضة للتمييز ومكافحة التشويه. المجالات المشمولة هي العمل والعمل ذات الصلة؛ التعليم؛ البضائع والخدمات؛ التقاعد والتأمين، التخلص من الأراضي؛ الإقامة؛ عضوية النوادي؛ إدارة قوانين الولاية وبرامجها؛ الحكومة المحلية؛ الشراكة القائمة وفي مرحلة ما قبل الشراكة.
في الممارسة العملية، واجه أولئك الذين يواجهون التمييز على أساس الهوية الجندرية صعوبات في متابعة دعاوى مناهضة التمييز - في تقريرها السنوي لعام 2013، لاحظت لجنة مناهضة التمييز في كوينزلاند أن مطالبة واحدة حول الهوية الجندرية - 0.2٪ من عملها - تم الإعلان عنها. من المحتمل أن يواجه الرجال والنساء عبر سنوات سنوات في انتظار حل مطالباتهم، مع القليل من الدعم المتاح للأشخاص خارج جنوب شرق كوينزلاند وكيرنز.
تحظر الحكومة الفيدرالية الأسترالية بموجب القانون التمييز على أساس «الحالة الزوجية أو العلاقة الزوجية، أو التوجه الجنسي، أو الهوية الجندرية و/أو حالة ثنائية الجنس» على المستوى الفيدرالي على مختلف المستويات التي تغطي رعاية المسنين، والعمالة، والخدمات الصحية، والسلع والخدمات، والإقامة، منذ عام 2013. تشمل الحماية في العمل الفيدرالية «التوجه الجنسي» في القانون الفيدرالي قانون العمل العادل 2009. ومع ذلك، واستجابة لالتزام أستراليا بتنفيذ مبدأ عدم التمييز في التوظيف والمهنة بموجب اتفاقية منظمة العمل الدولية رقم 11 (منظمة العمل الدولية 111)، قام قانون لجنة حقوق الإنسان وتكافؤ الفرص بانشاء لجنة حقوق الإنسان وتكافؤ الفرص في عام 1986، ومكنها من التحقيق في شكاوى التمييز في التوظيف والمهنة لأسباب مختلفة، بما في ذلك التوجه الجنسي، ولحل هذه الشكاوى بالتوفيق. إذا لم يمكن التوفيق بينها، تقوم اللجنة بإعداد تقرير إلى النائب العام الفيدرالي الذي يقوم بعد ذلك بتقديم التقرير في البرلمان. من المهم الإشارة إلى أن هذا التمييز لا يعتبر غير قانوني بموجب القانون.
ينص قانون حقوق الإنسان (السلوك الجنسي) 1994 على أن السلوك الجنسي الذي يشمل البالغين المتراضين فقط (18 عامًا أو أكثر) الذين يتصرفون على انفراد لن يخضع للتدخل التعسفي عن طريق قوات إنفاذ القانون. وهذا ينطبق على القانون الفيدرالي أو الولاية أو الإقليم. منذ أغسطس 2013، توفر الحكومة الفيدرالية الأسترالية بموجب القانون الحماية ل«لحالة الزوجية أو العلاقة الزوجية، أو التوجه الجنسي، أو الهوية الجندرية و أو حالة ثنائية الجنس» على المستوى الفيدرالي على مختلف المستويات التي تغطي رعاية المسنين، والعمالة، الخدمات الصحية والسلع والخدمات والسكن وما إلى ذلك في قانون لجنة حقوق الإنسان 1981 (تشريعات الكومنولث).
يحمي القانون الفيدرالي أيضًا الأشخاص من مجتمع الميم في كوينزلاند في شكل قانون تعديل التمييز على أساس الجنس (التوجه الجنسي، الهوية الجندرية وحالة ثنائية الجنس) 2013.

### المدارس والطلاب من مجتمع الميم
أفاد 80% من 581 طالبًا من المثليين واامثليات الذين شملهم الاستطلاع في كوينزلاند في عام 2013 أنهم تعرضوا للتنمر في استطلاع أجرته جامعة لا تروب، وهي أسوأ نتيجة في البلاد. في عام 2013، كانت كوينزلاند هي الولاية الوحيدة التي لا توجد لديها سياسة رسمية لمكافحة التنمر ضد الطلاب من مجتمع الميم.
في عام 2013، نشرت حكومة كامبل نيومان بيانًا سياسيًا بعنوان «دعم الطلاب المثليين أو المتحولي جنسياً أو ثنائيي الجنس في المدرسة»، لكنها ألغت فيما بعد السياسة لصالح السماح لمديري المدارس باتخاذ القرارات على أساس كل حالة على حدة. أشار وزير التعليم جون بول لانغبرويك إلى وجود «آراء خلافية مرتبطة بالطلاب المتنوعين جندريا والمثليين»، بما في ذلك معارضة الاعتراف بقضايا المثليين في التعليم المدرسي. شجع مشروع بيان السياسة المدارس الحكومية على تشكيل فرق رياضية مختلطة، والزي المدرسي المحايد جندريا والنظر في جدولة دروس التربية البدنية لخفض عدد التغييرات المطلوبة في الملابس. بدلاً من ذلك، كان يتعين تزويد مديري المدارس بـ «المواد الداعمة». تم انتقاد التغيير السياسي من قبل المتحدثة الوطنية ل«الآباء والأسر وأصدقاء المثليات والمثليين» شيلي آرجنت بينما دعمت جينا ماذرز رئيسة جمعية المتحولين الأستراليين في كوينزلاند الانتقال إلى عملية صنع القرار على أساس كل حالة على حدة، بينما أعربت عن عدم وثوقها من التطبيق العملي.
بعد بدء تطبيق 2014 من المدارس الآمنة برنامج البلطجة مكافحة المثليين في جميع أنحاء البلاد، وقد ثار خلاف عندما عارضه المحافظين الاجتماعيين مثل جورج كريستنسن و اللوبي المسيحي الأسترالي بتهمة الترويج «التعليم والمساواة بين الجنسين ولنظريات الجنس راديكالية» في سن غير مناسبة للأطفال، مع التماسات معارضة سواء ضد أو ضد البرنامج المعد لبرلمان كوينزلاند. دافعت وزيرة التعليم كيت جونز عن البرنامج. من الطوعي أن تشارك المدارس في برنامج المدارس الآمنة بعد أن أصبحت قائمة المدارس المشاركة غير متاحة للجمهور منذ أن بدأت في تلقي مضايقات من أفراد المجتمع. عارض اتحاد المعلمين في كوينزلاند اقتراح حكومة مالكولم تورنبول بأن مديري المدارس يحتاجون إلى موافقة من رابطة أولياء الأمور والمواطنين قبل أن يتمكنوا من المشاركة في البرنامج. في أعقاب انتحار تيرون أونسوورث عام 2016، وهو تلميذ في ثانوية آبسلي ستايت يبلغ من العمر 13 عامًا واجه التنمر المتواصل المعادية للمثليين، احتشد مئات الأشخاص في بريسبان للوضع الإلزامي للمدارس الآمنة عبر مدارس كوينزلاند، والتي صرح وزير التعليم كيت جونز أنها ستبقى طوعية.

### إلغاء الدفاع عند الذعر من المثليين
في 21 مارس 2017، وافق برلمان كوينزلاند على تشريع يوضح أن قانونه الجنائي لا يسمح باعتبار التقدم الجنسي غير المرغوب فيه كاستفزاز، مما يلغي فعلياً الدفاع عند الذعر من المثليين بموجب قانون كوينزلاند.
تاريخيا، فسرت المحاكم الأسترالية قانون الاستفزاز للسماح للرجل المتهم بقتل رجل آخر بادعاء أنه استفزه بسبب تقدم جنسي غير عنيف من قبل المتوفى؛ هذا يمكن أن يكون بمثابة دفاع جزئي عن القتل، والتقليل من حدة العقوبة من تهمة القتل إلى القتل غير العمد ويؤدي إلى عقوبة أقل. المعروف باسم «الدفاع عند الذعر من المثليين» أو «الدفاع عند التقدم المثلي»، تم استخدامه في عدد من محاكمات القتل الأسترالية حيث زُعم أن الضحية قام بتقدم مثلي تجاه قاتله.
ذكر تقرير صدر عام 2008 عن لجنة إصلاح القانون في كوينزلاند حول موضوع الاستفزاز «من الصعب تخيل كيف يمكن اعتبار التقدم الجنسي غير العنيف لرجل من قبل امرأة مبرراً لقتل الشخص الذي يتقدم ... في من حيث المبدأ، يجب ألا يحدث أي اختلاف جندري في استنتاج القانون». في عام 2008، حاول رجلان استخدام الدفاع عند الذعر من المثليين بعد قتل وين روكس في أرض كنيسة سانت ماري الكاثوليكية في ماريبورو، على الرغم من أن والدته أوضحت أن روكس كان مغايرا جنسيا وأن لقطات الفيديو لا تدعم مزاعم القتلة. هذه القضية، التي أعقبتها محاولة أخرى لاستخدام الدفاع في مقتل ستيفن وارد بعد ستة أشهر، دفعت الكاهن المحلي الأب بول كيلي إلى تقديم التماس Change.org لإزالة إستخدامه من قانون كوينزلاند. تم دعم الالتماس من قبل الممثل الكوميدي البريطاني ستيفن فراي. وحصل على 289,000 توقيع بحلول عام 2016.
على الرغم من أن حكومة آنا بليغ عن حزب العمال قد أعلنت عزمها على إزالة الدفاع، ولكن عقب انتخاب حكومة كامبل نيومان عن الحزب الليبرالي الوطني في عام 2012، صرح المدعي العام الجديد جارود بلايي بأنه لن يتم إجراء أي تغييرات. بحلول عام 2016، ألغت جميع الولايات والأقاليم الأسترالية باستثناء كوينزلاند وأستراليا الدفاع عند الذعر من المثليين أو الاستفزاز بكله.
في مايو 2016، أعلنت حكومة أنستاشيا بالاسزكوك عن عزمها إزالة الدفاع عند الذعر عن المثليين بحلول نهاية العام. أعرب عدد من المشاهير في وقت لاحق دعمهم لذلك، بما في ذلك توم بالارد، بنجامين لو، جوش توماس، روف مكمانوس، ميسي هيغنز وفوستينا أغولي.
في 30 نوفمبر 2016، قدم المدعي العام تشريعًا لتعديل قسم الاستفزاز في القانون الجنائي بحيث لم يعد «التقدم الجنسي غير المرغوب فيه» يقلل من المسؤولية الجنائية عن القتل من القتل العمد إلى القتل الخطأ. سيظل الدفاع عن الاستفزاز متاحًا في ظروف «ذات طابع استثنائي»، وهو أمر غير محدد وسيتم تقييمه على أساس كل حالة على حدة من قبل قاضٍ، ولكن قد يتضمن تاريخًا من أعمال العنف من الضحية ضد قاتلهم. عند تقديم مشروع القانون إلى البرلمان، صرحت المدعية العامة إيفات د'اث أنه على الرغم من وجود «الشرط الاستثنائي» في التشريع، «لا يعتبر التقدم الجنسي المثلي غير المرغوب فيه بحد ذاته ظرفًا استثنائيًا». أُحيل مشروع قانون تعديل القانون الجنائي 2016، إلى لجنة الشؤون القانونية والسلامة المجتمعية. تم تلقي عدد من الطلبات استجابةً للاقتراح، بما في ذلك معارضة من اللوبي المسيحي الأسترالي الذي زعم أن إزالة دفاع «التقدم الجنسي غير المرغوب فيه» من شأنه أن يميز ضد النساء اللاتي يتم مضايقتهن. اقترح ممثلو جمعية القانون في كوينزلاند إدراج أمثلة «ذات طابع استثنائي» في التشريع لضمان التمسك بقصد التشريع، بينما دعمت الخدمة القانونية للمثليين الاقتراح دون أي تغييرات. أصدرت اللجنة تقريرها في 21 فبراير 2017 وأوصت بأن يقر البرلمان مشروع القانون بالكامل.
نوقش القلق بشأن عدم وجود تعريف لما يشكل «ذو طابع استثنائي» في الدفاع عن الاستفزاز، مع توصية اللجنة بمراجعة المقترحات الواردة في البند 10 في غضون خمس سنوات لتحديد ما إذا كانت قد عملت حسب الغرض.
في 21 مارس 2017، تمت القراءة الثانية لمشروع القانون وتم إقراره من البرلمان. صرحت المدعية العامة إيفات د'اث بعد إقرار مشروع القانون أن الإصلاح سيعني أن «تقدم جنسي غير مرغوب فيه، حتى تقدم ينطوي على لمس بسيط، لا يمكن أن يكون كافيًا، إلا في الظروف ذات الطابع الاستثنائي، للحد من المسؤولية الجنائية عن قتل شخص بقصد القتل». قامت المعارضة عن الحزب الوطني الليبيرالي بتقديم تعديلات كانت من شأنها أن تفسر ما يشكل الظروف ذات «الطابع الاستثنائي»، على الرغم من أنها هزمت بفارق ضئيل. جادلت د'اث بأنه «سيكون من المستحيل على الهيئة التشريعية تحديد الظروف اللانهائية التي قد تنشأ في قضية القتل» وتركت هذا المصطلح غير محدد، على الرغم من إصرارها على أن نية البرلمان الواضحة هي أنه لن يشمل «التقدم الجنسي المثلي غير المرغوب فيه.»
تلقى مشروع القانون الموافقة الملكية في 30 مارس 2017، ليصبح «قانون تعديل القانون الجنائي 2017»، ودخل حيز التنفيذ على الفور.

## الوضع الإجتماعي

### المواقف الاجتماعية تجاه المثلية الجنسية
وجدت دراسة أجراها عام 2005 معهد أستراليا، رسم خرائط رهاب المثلية في أستراليا، أن 38% من المجيبين في كوينزلاند اعتبروا أن المثلية الجنسية غير أخلاقية، مما يجعلها واحدة من أكثر الولايات المعادية للمثليين في أستراليا، إلى جانب تاسمانيا. بشكل عام، كانت أكثر المناطق المعادية للمثليين في الدراسة هي منطقة موريتون بولاية كوينزلاند (باستثناء غولد كوست وسان شاين كوست)، ووسط/جنوب غرب كوينزلاند ومنطقة بورني/الغربية في تسمانيا، حيث اعتبر 50% المثلية الجنسية غير أخلاقية.
أكد استطلاع للرأي أجرته مؤسسة روي مورغان عام 2010 أن كوينزلاند هي أكثر الولايات معادية للمثليين في البلاد، حيث اعتبر 1/3 المشاركين في كوينزلاند أن المثلية الجنسية غير أخلاقية. كان للولاية أعلى ثلاثة دوائر انتخابية فيدرالية لنسب المجيبين الذين يعتبرون المثلية الجنسية غير أخلاقية - شعبة كابريكورنيا (44.7%)، وشعبة رايت (44.1%) وشعبة هنكلر (42.8%). كان لدى الولاية تسعة من أكثر عشرين دائرة انتخابية فيدرالية معادية للمثليين. في حين كانت ضواحي بريسبان داخل المدينة، عاصمة الولاية، متسامحة نسبيًا، فإنها لا تزال متخلفة عن عواصم الولايات الجنوبية كسيدني وملبورن.
في دراسة أجريت عام 2016 لدعم التشريع المقترح لزواج المثليين في أستراليا، كان لدى كوينزلاند خمسة من عشرة ناخبين فيدراليين يعارضون بشدة - مع تسجيل دائرة انتخابية وحيدة أكثر من 50% من المعارضة في شعبة مارانوا الواقعة جنوب غرب كوينزلاند. في الطرف الآخر من الطيف، كانت شعبة بريزبن الدائرة الانتخابية العاشرة الأكثر دعماً في أستراليا.

### المضايقة المعادية للمثليين
في عام 2010، أصدر آلان بيرمان وشيريلن روبنسون نتائج أكبر دراسة استقصائية أجريت على الإطلاق بشأن الاعتداء على المثليين والمتحولين جنسياً في كوينزلاند. وُجد أن الغالبية العظمى من المشاركين قد عانوا من بعض أشكال سوء المعاملة. فيما يتعلق بالإساءة اللفظية ، كانت الإحصائيات 76% من الرجال و 69% من النساء و 92% من النساء المتحولات و 55% من الرجال المتحولين. فيما يتعلق بالاعتداء البدني بدون سلاح، كانت الأرقام 32% و 15% و 46% و 45% على التوالي. في حالة تورط سلاح أو سكين أو زجاجة أو حجر، كانت الإحصائيات 12% و 6% و 38% و 9% على التوالي، مع 12% ل«أخرى».
ووجدت الدراسة أن 75% من المجيبين في الاستطلاع حول المثليين لم يبلغوا عن الإساءات إلى الشرطة، وعادة ما يكون المهاجمون من الشباب الذين لم يعرفوا ضحيتهم.

### العنف المنزلي
يحمي قانون حماية العنف العائلي 1989 الشخص المثلي أو في علاقة زوجية أو حميمية. يجوز للأزواج الذين تربطهم علاقات جنسية من نفس الجنس والذين يقعون ضحايا للعنف أن يصدروا أوامر عنف منزلي ضد شريك عنيف ، وغير ذلك من تدابير الحماية ، بما في ذلك خدمات الاستشارة.في عام 2014، لفت ماركوس فولك انتباه وسائل الإعلام بشدة بعد قتل زوجته المتحولة جنسياً وانتحاره. ذكرت تغطية صحيفة كوريي مايل المحلية، التي أشارت إليها في البداية بأنها «شيميل»، عن مهنتها في الدعارة وعرضت صورًا لها وهي بلباس بيكيني، مأثار استنكارًا واسع النطاق بسبب معاداته للمتحولين جنسيا، الإثارة الجنسية ولوم الضحية. اعتذرت صحيفة كوريي مايل لاحقًا عن تغطيتها. في أعقاب القضية، أشارت عالم الإجرام المتخصصة في العنف العائلي، شارون هايز، إلى أن ضحايا العنف المنزلي ضد المتحولين جنسياً غالبًا ما «يتعرضن للكسر» ، مع عدم وجود دعم من الملاجئ النسائية وغيرها من الخدمات. المعلومات حول عنف الشريك المثلي قليلة، حيث تشير الدراسات التي أجريت حتى الآن إلى أنها على قدم المساواة أو أعلى من عامة السكان. في فبراير 2018، تعهدت حكومة ولاية كوينزلاند بمبلغ 155,000 دولار أسترالي لتدريب مستجيبي العنف المنزلي في المواجهة على التعامل مع قضايا العنف المنزلي للمثليين. لا يتم الإبلاغ عن العنف العائلي للمثليين بسبب الخوف من رهاب المثلية بسبب العلاقات التاريخية السيئة بين شرطة كوينزلاند والمثليين جنسيا. رغم أن هذا يتم معالجته من خلال ضباط الاتصال وجهود التوعية الأخرى.

### صحة المثليين

#### مجلس الإيدز في كوينزلاند
يعد مجلس الإيدز في كوينزلاند أعلى منظمة صحية للمثليين، والذي كان يعرف أيضًا باسم جمعية كوينزلاند للمجتمعات الصحية النشطة التي تأسست عام 1984. وقد أدارت المنظمة العديد من برامج الوقاية من فيروس نقص المناعة البشرية/الإيدز منذ ذلك الوقت ، بما في ذلك حملة مثيرة للجدل بعنوان «ريب آند رول» للجنس الآمن تُظهر رجلين يرتديان ملابسًا يحتضنون حزمة من الواقي الذكري. تمت إزالة الإعلانات مؤقتًا من قِبل شركة لوحة الإعلانات آدشيل بعد حملة شكاوى نظمه اللوبي الأسترالي المسيحي قبل إعادة وضعها في أعقاب احتجاج شعبي. قبل انتخابات عام 2012، عندما عارض الحزب الليبيرالي الوطني في كوينزلاند تشريع الشراكات المدنية من قبل حزب العمال الأسترالي في كوينزلاند، أطلقت جمعية كوينزلاند للمجتمعات الصحية النشطة (كما كانت معروفة في ذلك الحين) حملة «تحدث صراحة من أجل المساواة» لصالح التشريع.

#### سياسة حكومة نيومان
بعد فوز الحزب الليبيرالي الوطني في انتخابات 2012، قام بسحب التمويل من جمعية كوينزلاند للمجتمعات الصحية النشطة، مدعيا أن دعوة المنظمة أصبحت مسيسة بشكل غير لائق وأبعدت كثيرا عن تركيزها الأولي على الوقاية من فيروس نقص المناعة البشرية/الإيدز، مدعيا أن مبادراتها للحد من الإصابة بفيروس نقص المناعة البشرية لم تنجح. تناقض هذا الادعاء مع الإحصاءات التي توضح أنه في الفترة 2010-2011 قبل أن يتم إلغاء تمويل جمعية كوينزلاند للمجتمعات الصحية النشطة، انخفضت الإصابات الجديدة بفيروس نقص المناعة البشرية في حين ارتفعت في الولايات الجنوبية.
تسبب سحب مبلغ 2.5 مليون دولار أسترالي في التمويل في خسارة 26 من موظفي المنظمة البالغ عددهم 35 موظفًا وظائفهم. أعلن وزير الصحة لورانس سبرينغبورغ أنه سيشكل لجنة استشارية وزارية خبراء معنية بفيروس نقص المناعة البشرية/الإيدز بدلاً من ذلك. وقد أصدر الوزير هذا عبر وسائل الإعلام دون الاتصال بالمنظمة مسبقًا.
استقالت الدكتورة ويندل روزفير أحد الأعضاء المعينين في اللجنة الاستشارية الوزارية من تسعة أشخاص المعنية بفيروس نقص المناعة البشرية/الإيدز، لاحقًا من اللجنة، مشبهة الحكومة ب«المتنمر المدرسي المعادي للمثليين». واستشهدت بقرار الحكومة بإلغاء تمويل جمعية كوينزلاند للمجتمعات الصحية النشطة والقواعد الجديدة التي تمنع المنظمات غير الربحية من التحريض على تغيير قوانين الولاية أو القانون الفيدرالي إذا تلقت مجموعتها نصف أو أكثر من تمويلها من كوينزلاند هيلث ووكالات حكومية أخرى باعتبارها «ضربة ناجحة» لمجتمع المثليين.
أعلن سبرينغبورغ عزمه على القضاء على فيروس نقص المناعة البشرية في كوينزلاند، بما في ذلك من خلال حملة «إنهاء فيروس نقص المناعة البشرية» ("END HIV") عبر وسائل الإعلام، واختبار فيروس نقص المناعة البشرية السريع المجاني. قاد الأعضاء الباقون في اللجنة الاستشارية الوزارية حملة «إنهاء فيروس نقص المناعة البشرية» في محاولة للحد من الإصابة الجديدة بفيروس نقص المناعة البشرية.
استبدل سبرينغبورغ لاحقًا اللجنة الاستشارية الوزارية بهيئة جديدة، هي مؤسسة فيروس نقص المناعة البشرية في كوينزلاند، في يوم الإيدز العالمي، 1 ديسمبر 2013 لتقديم المشورة إلى حكومة الولاية بشأن إستراتيجية فيروس نقص المناعة البشرية/الإيدز وتسهيل البحث. تم الترحيب بهذا التطور من قبل ناشطي الصحة المثليين.

#### سياسة حكومة بالاسكزوك
مع انتخاب حكومة بالاسكزوك في عام 2015، أعلن وزير الصحة القادم كاميرون ديك أنه سيتم إعادة التمويل إلى مجلس الإيدز في كوينزلاند، مع التركيز المستمر على الصحة الوقائية والبحث والترويج. بررت الحكومة أيضًا المساواة في السن القانونية لجميع أشكال النشاط الجنسي في سن 16، لتشجيع شباب كوينزلاند على الحصول على الخدمات الصحية دون خوف من التعرض للتجريم.

## مجتمع المثليين

### التركيبة السكانية
التقديرات الدقيقة للسكان مجتمع المثليين والمثليات ومزدوجي التوجه الجنسي والمتحولين جنسيا وثنائيي الجنس صعبة بسبب نقص التقارير، وخاصة بين الأزواج والشركاء المثليين من كبار السن. وفقا لأول دراسة أسترالية للصحة والعلاقات، التي أجريت في عام 2003، عرف ما يقرب من 1.6% من المجيبين من الذكور في كوينزلاند على أنهم مثليون وعرف ما يقرب 1.0% على أنهم مزدوجو التوجه الجنسي. بالنسبة للنساء، كانت الأرقام 0.8% و 1.7% على التوالي. عندما يتعلق الأمر بالجاذبية الجنسية المُبلغ عنها، أبلغ 6.0% من رجال ولاية كوينزلاند عن انجذابهم لكلا الجنسين و 0.7% حصريًا لنفس الجنس. بالنسبة للنساء، كانت الإحصاءات المقابلة 11.7% و 0.2%. بالنسبة للتجارب الجنسية، أبلغ 5.5% من الرجال و 7.7% من النساء عن تجربتهم الجنسية مع كلا الجنسين و 0.4% و 0.03%  أبلغوا عن تجارب جنسية حصريًا مع جنسهم. وقد أدى ذلك إلى تقدير وجود ما بين 72,000 و 370,000 شخص من مجتمع المثليين والمثليات ومزدوجي التوجه الجنسي والمتحولين جنسيا وثنائيي الجنس الذين يعيشون في كوينزلاند.
وفقًا للتعداد السكاني في أستراليا لعام 2011، فإن أعلى نسبة من الشركاء المثليين في كوينزلاند يعيشون في بريسبان داخل المدينة وفي غولد كوست. الضواحي العشرة الأولى مثلي الجنس كوينزلاند هي نيو فارم، فورديتيود فالي، تينيريف، نونداه، كورابارو، سيرفرز بارادايس، موروكا، ويست إند، ساوثبورت و كلايفيلد.
أفاد المسح الدوري لكوينزلاند للمثليين لعام 2013 أنه بين عامي 2011 و 2013، كانت هناك زيادة كبيرة في نسبة الرجال الذين ذكروا أنهم التقوا رجالًا من خلال تطبيقات الهاتف المحمول مثل غرايندر (26.2% إلى 38.5%). أصبحت التطبيقات النقالة الطريقة الأكثر شيوعًا لمقابلة الرجال في كوينزلاند مع شركاء الجنس من الرجال. وتشمل الطرق الشائعة الأخرى الاجتماع عبر الإنترنت (37.7%)، وحانات المثليين (28.1%) ، وحمامات البخار (27.5%) والاجتماع بالرجال أثناء زيارة المدن الأسترالية الأخرى (21.1%).

### الأماكن والأحداث
هناك مجموعة متنوعة من الأماكن والفعاليات المجتمعية في جميع أنحاء كوينزلاند لمجتمع الميم.
تستضيف بريسبان العديد من الأحداث السنوية: يوم المثليين الكبير في مارس، ومهرجان بريسبان كوير السينمائي في سينما المزرعة الجديدة في أبريل، ومهرجان فخر بريسبان في سبتمبر ، والذي بدأ في الأصل كمسيرة احتجاج في عام 1990. كما يستضيف فخر بريسبان للجلود لثقافة الجلود في سبتمبر و«التعرض الشمالي» لثقافة الدب في أكتوبر.
تشمل أماكن المثليين في بريزبين «ذي بيت ميغا كلاب» (بالإنجليزية: The beat Mega Club)‏ و «كلاب 29» (بالإنجليزية: Club 29)‏ و «ويكهام هوتيل» (بالإنجليزية: Wickham Hotel)‏ و «سبورتسمان هوتيل» (بالإنجليزية: Sportsman Hotel)‏. تقدم بعض الأماكن أحداثًا منتظمة تركز على المثليين، مثل الحفلات الأسبوعية «فلافي» (بالإنجليزية: Fluffy)‏ في ملهى وان الليلي، و «سكارلت» (بالإنجليزية: Scarlett)‏ للإناث فقط و «غرانت» (بالإنجليزية: Grunt)‏ للرجال فقط. تستضيف المدينة أيضًا العديد من أماكن ممارسة الجنس: أماكن حمامات المثليين «وات سونا» (بالإنجليزية: Wet Sauna)‏ و «باديلاين» (بالإنجليزية: Bodyline)‏ وأماكن البحث عن الجنس «نامبر 29 كروز كلاب» (بالإنجليزية: Number 29 Cruise Club)‏ و«ذي دان» (بالإنجليزية: The Den)‏ و«كلاب كروز» (بالإنجليزية: Klub Kruise)‏.
هناك العديد من أماكن وأحداث المثليين الإقليمية في كوينزلاند. في غولد كوست يستضيف نادي المثليين «إسكايب» والحدث السنوي غولد كوست غاي في مايو. لدى كيرنز مهرجان فخر كيرنز تروبيكال يستمر أسبوعًا في أكتوبر مع ليالي صديقة للمثليين في بار «فايب»، بينما يُعد فندق «سوفيرن» المرفق للمثليين في مدينة تاونسفيل. تعد كيرنز ثاني أكثر الوجهات الأسترالية شعبية للسياح المثليين بعد سيدني، خاصة كوجهة مباشرة قبل وبعد سيدني ماردي غرا للمثليين والمثليات. هناك عدد من المنتجعات التي تلبي احتياجات السياح المثليين في المنطقة، بما في ذلك «تيرتل كوف ريزورت» (بالإنجليزية: Turtle Cove Resort)‏.

## السياسة
وفقًا للمعايير الأسترالية، تتمتع كوينزلاند بثقافة سياسية محافظة نسبيًا، حيث تتمتع الأحزاب اليمينية بمستويات دعم أقوى مقارنة بالولايات الأخرى. يعتبر دعم مجتمع المثليين الأقوى في جنوب شرق ولاية كوينزلاند و بريسبان، حيث أنها تشبه إلى مستويات وطنية، في حين أنه هو الأضعف في مناطق الولاية الريفية والإقليمية في الشمال والغرب. تم اقتراح عاملين لخفض مستويات الدعم في تلك المجالات: ثقافة دينية أقوى وتنوع عرقي وثقافي أقل. من الأمثلة على ذلك دارلينغ داونز، حيث نشأت جماعة اللوبي المسيحي الأسترالي المناهضة للمثليين. يتجلى العداء الإقليمي لحقوق المثليين في التصريحات المثيرة للجدل التي أدلى بها عدد من السياسيين الإقليميين في كوينزلاند، مثل جورج كريستنسن وبوب كاتر. على النقيض من ذلك، كان عضو البرلمان المحافظ عن كيرنز، وارن إنتش، مؤيدًا قويًا لحقوق المثليين على مدار سنوات عديدة.
لفت وجود لوبي قوي «يميني» قوي في الحزب المحافظ الحزب الليبرالي الوطني في كوينزلاند الانتباه في وسائل الإعلام. شمل هذا اللوبي، من بين آخرين، الرئيس المؤسس لمنظمة الحزب بروس ماكيفر، وهو مسيحي محافظ يعارض بشدة المساواة للمثليين. رئيسة البرلمان السابقة فيونا سيمبسون، التي صرحت ذات مرة أن المثليين يمكن أن «يتحولوا إلى المغايرة الجنسية مع مرور الوقت» وفوغان جونسون، الذي قال في عام 1999 أن المثلية الجنسية «غير أخلاقية تمامًا» و «معادية للأسرة» و «ضد ما وضعه يسوع المسيح على هذا الكوكب» قبل القول إنه أصبح «متسامحًا» مع المثلية الجنسية في عام 2002. صرح النائب شين كنوث بأن زملائه «المصفقين السعداء» كانوا مجموعة ضغط قوية داخل الحزب الليبرالي الوطني. تميز المحافظون الدينيون تاريخياً عبر الطيف السياسي في كوينزلاند، بما في ذلك بعض المستقلين السياسيين والأحزاب الصغيرة، بدءاً من حزب كاتر الأسترالي المناهض للمثليين إلى حزب العمال في كوينزلاند الصديق نسبياً للمثليين.
ومع ذلك، فإن تأثير المحافظة الاجتماعية في الدولة قد انخفض تدريجياً بمرور الوقت، لا سيما في المناطق الحضرية مثل عاصمة الولاية بريسبان ومنطقة جنوب شرق كوينزلاند المحيطة بها. في الانتخابات الفيدرالية الأسترالية لعام 2016، جعل شعبة بريزبين التاريخ الأسترالي كأول دائرة انتخابية حيث كان كلا المرشحين من الأحزاب الرئيسية مثليًا بشكل علني، في حين كان أحد المرشحين من أحد الأحزاب الصغيرة من المتحولين جنسياً.
بعد انتصار الحزب الليبرالي الوطني في كوينزلاند في انتخابات الولاية لعام 2012، سن الحزب العديد من التغييرات السياسية التي انتقدها دعاة حقوق المثليين. وشملت هذه: تفكيك رابطة كوينزلاند للمجتمعات الصحية، وهي المنظمة الصحية الوحيدة في الولاية للمثليين، على أساس أنها طورت تركيزًا سياسيًا مفرطًا،
خفض الشراكات المدنية إلى مخطط «العلاقات المسجلة»؛ ورفض إزالة الدفاع عند الذعر من المثليين من القانون الجنائي للولاية.
هزم حزب العمال في كوينزلاند الحزب الليبرالي الوطني في كوينزلاند في انتخابات ولاية 2015، وحقق إعادة انتخابه في انتخابات الولاية لعام 2017. خلال فترة ولايتها، قدمت حكومة العمال عدة سياسات مؤيدة للمثليين، مثل إعادة الشراكات المدنية، المساواة في السن القانونية للنشاط الجنسي إلى 16 عامًا، والسماح للأفراد والشركاء والأزواج المثليين بتبني الأطفال، وإلغاء الدفاع عند الذعر من المثليين، وإلغاء «قانون الطلاق القسري للمتحولين جنسياً»، واستعادة التمويل للخدمة القانونية للمثليين، والسماح للرجال الذين لديهم إدانات تاريخية بسبب العلاقات المثلية في عام 1991 بتطهير سجلاتهم في حالة العلاقات المثلية بين البالغين بالتراضي.

## ملخص
| قانونية النشاط الجنسي المثلي                                                                  | (منذ عام 1999: بين الرجال، كان دوما قانوني بين النساء) |
| المساواة في السن القانوني للنشاط الجنسي                                                       | (منذ عام 2016)                                         |
| قوانين الإقليم لمكافحة التمييز على أساس التوجه الجنسي                                         | (منذ عام 2002)                                         |
| قوانين الولاية لمكافحة التمييز على أساس الهوية الجندرية أو التعبير عنها                       | (منذ عام 2002)                                         |
| قوانين جرائم الكراهية تشمل التوجه الجنسي                                                      | No                                                     |
| قوانين جرائم الكراهية تشمل الهوية الجندرية أو التعبير عنها                                    | No                                                     |
| قانون مناهضة تشويه السمعة                                                                     | Yes                                                    |
| زواج المثليين                                                                                 | (منذ عام 2017)                                         |
| الاعتراف القانوني بالعلاقات المثلية                                                           | (منذ عام 2002)                                         |
| تبني أحد الشريكين للطفل البيولوجي للشريك الآخر                                                | (منذ عام 2016)                                         |
| التبني المشترك للأزواج المثليين                                                               | (منذ عام 2016)                                         |
| يسمح للمثليين والمثليات ومزدوجي التوجه الجنسي والمتحولين جنسيا بالخدمة علناً في القوات المسلحة | Yes                                                    |
| الحق بتغيير الجنس القانوني دون الحاجة إلى إجراء جراحة إعادة تحديد الجنس                       | (تحت النظر)                                            |
| علاج التحويل محظور على القاصرين                                                               | No                                                     |
| برنامج إلغاء الإدانات التاريخية                                                               | (منذ عام 2018)                                         |
| إلغاء الدفاع عند الذعر من المثليين                                                            | (منذ عام 2017)                                         |
| الحصول على أطفال أنابيب للمثليات                                                              | (منذ عام 1987)                                         |
| الأمومة التلقائية للطفل بعد الولادة                                                           | (منذ عام 1987)                                         |
| تأجير الأرحام التجاري للأزواج المثليين من الذكور                                              | (غير قانوني للأزواج المغايرين كذلك)                    |
| تأجير الأرحام غير التجاري للأزواج المثليين من الذكور                                          | (منذ عام 2010)                                         |
| السماح للرجال الذين مارسوا الجنس الشرجي التبرع بالدم                                          | / (بعد فترة تأجيل لمدة عام واحد؛ على عموم أستراليا     |